# Horti Aciliorum
Gli Horti Aciliorum erano giardini della città di Roma, esistenti a partire dal II secolo.

## Storia

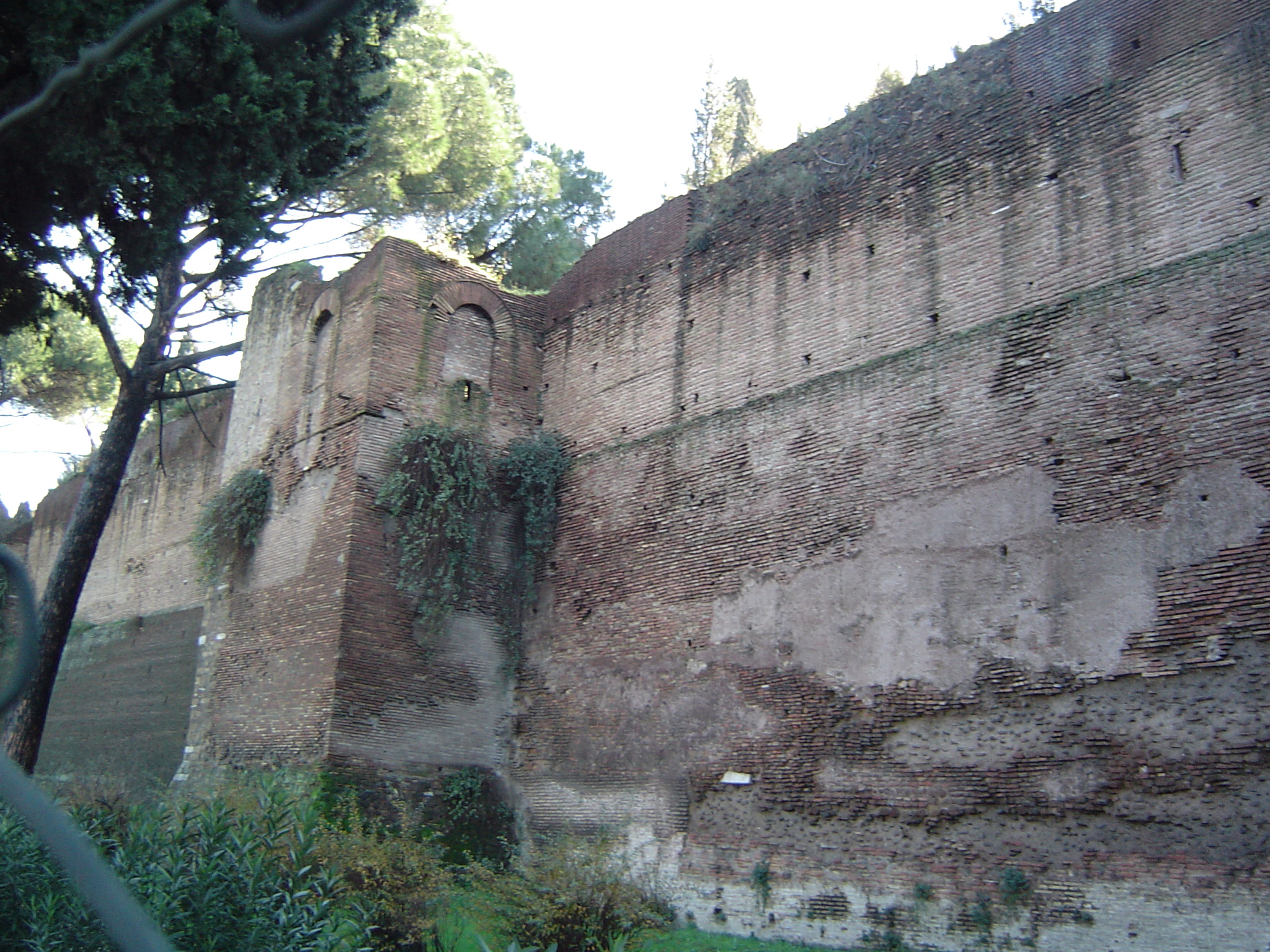
Tratto delle Mura aureliane in prossimità del Muro Torto, in origine muro di sostegno settentrionale degli Horti Aciliorum.

Gli horti erano situati sul Pincio; la loro estensione viene stimata tra la Porta Pinciana e Trinità dei Monti. A nord, ovest ed est erano chiusi da dei muri di sostegno, costruiti lungo le pendici del colle, costruiti in opus reticulatum; in seguito i tratti settentrionale e orientale vennero inclusi nelle Mura aureliane, venendo parzialmente ricostruiti: la parte settentrionale è il famoso Muro Torto. Era presente un vasto emiciclo, con l'apertura orientata a occidente, con una scalinata che scendeva verso il pianoro sottostante, e posto a nord dell'attuale Trinità dei Monti. Era presente una piscina, divisa in due sezioni e connessa ad una cisterna, consistente di un labirinto di piccole gallerie scavate nella roccia; la collinetta nell'attuale Villa Medici fu costruita sulle rovine di un ninfeo ottagonale, noto come Parnassus.
Erano di proprietà degli Anicii Glabriones, che li fecero edificare nel II secolo, ma nel IV secolo erano passati alla gens Pincia, poi ad Anicia Faltonia Proba e a suo marito Sesto Petronio Probo, infine divenendo proprietà dello Stato.